# Baloghia anisomera
Baloghia anisomera là một loài thực vật có hoa trong họ Đại kích. Loài này được Guillaumin mô tả khoa học đầu tiên năm 1922.